# Andrea Klementová
Andrea Klementová (* 12. října 1995) je česká běžkyně na lyžích. V sezónách 2015/16 a 2016/17 byla členkou české reprezentace. Od sezóny 2018/19 je členkou Fund Vltava Ski Team a specializuje se na dálkové běhy.

## Sportovní kariéra
Andrea Klementová je odchovankyní vimperského Ski klubu Šumava, kde jejím trenérem byl Petr Steinbach. V roce 2013 se na Mistrovství České republiky dorostu v klasickém lyžování v Jablonci nad Nisou stala dvojnásobnou mistryní republiky a v témže roce startovala na Zimním olympijském festivalu evropské mládeže v rumunském Brašově. V roce 2014 se zúčastnila Mistrovství světa juniorů ve Val di Fiemme a v roce 2015 Mistrovství světa juniorů v Almaty. V sezóně 2015/16 byla zařazena do seniorské reprezentace. V této sezóně zajela svůj nejlepší výsledek ve slovinské Planici na Kontinentálním poháru, kde byla osmá, čímž se nominovala na Mistrovství světa do 23 let v rumunském Râșnově. Vyzkoušela si i atmosféru a konkurenci na Světovém poháru v Novém Městě na Moravě, kde skončila na 51. místě v běhu na 10 kilometrů. V rámci přípravy závodí také na kole a v krosovém běhu. V sezóně 2017/18 stravila jeden semestr na studijním pobytu v Novém Mexiku v USA.